# 磁気増幅器
磁気増幅器（じきぞうふくき、英: magnetic amplifier）は、電気信号を増幅するための電磁気を応用した装置のひとつである。略して「マグ・アンプ（英: mag amp）」とも呼ばれる。磁気増幅器は20世紀の初めに発明され、堅牢さや大容量の電流が要求される用途で、真空管増幅器の代りに使用された。第二次世界大戦時、ドイツはこのタイプの増幅器を完成させ、V2ロケットなどに使用した。半導体とは異なり、放射線による誤動作が無いので、現在では、安全上重大で高い信頼性が必要なものや、極端に要求の厳しい用途にわずかに使用されるのみで、大部分がトランジスタを使用した増幅器に置き換えられている。

## 動作原理
磁気増幅器は「磁界」による増幅器のひとつである。
見た目には磁気増幅器は変圧器と似ているが、動作原理、特に磁気増幅器が可飽和リアクトルであるところが変圧器とは全く異なる。磁気増幅器は鉄芯（コア材）の磁気飽和と、特定のコア材の非線形な特性を利用している。飽和特性をコントロールするために、磁気増幅器ではB-Hカーブ（ヒステリシスカーブ）が長方形に近くなるように作られたコア材を用いる（これと対照的に、通常の変圧器のコア材としては、たいてい緩やかに尖った形のB-Hカーブを持つ、穏やかに飽和する材料が使用される）。
典型的な磁気増幅器はふたつの物理的に分離しているが相似の変圧器コアからなり、ふたつの変圧器にはそれぞれ「制御巻線 (control windings)」と「交流巻線 (AC windings)」のふたつが巻かれている。低出力インピーダンスのソースからの小さな電流が直列に接続された制御巻線に供給される。交流電圧が片方の交流巻線に供給され、もうひとつの交流巻線は負荷に接続されている。交流巻線は直列、または並列に接続されるが、その回路構成により異なるタイプの磁気増幅器となる。制御巻線に供給する制御電流は、交流巻線の波形で片方の鉄芯が飽和するようなポイントに設定する。飽和状態では、飽和している鉄芯の交流巻線は高インピーダンス状態（オフ状態）から非常に低いインピーダンス状態（オン状態）になる。これは、制御電流が磁気増幅器をオン状態にする電圧を制御したことになる。
つまり、制御巻線の小さな直流電流で交流巻線の大きな交流電流を制御、またはスイッチすることが可能で、これは電流増幅ということである。

## 応用
磁気増幅器は、照明コントロールや初期のスイッチモード電源 (switched-mode power supplies: SMPS) にスイッチング素子として広く使用された。これらはほとんど半導体ベースのソリッドステート・スイッチに置換えられたが、最近、小型で信頼性のあるスイッチング電源として、再び見直されている。PC ATX電源はたいてい二次側の電圧制御に磁気増幅器回路を使用している。また、アーク溶接機にも磁気増幅器が使われている。
磁気増幅器のスイッチモード電源用に設計されたトランス・コアは、現在はMetglasやMag-Inc.のようないくつかの大電磁材料のメーカーで生産されている。
磁気増幅器は高電圧の直流電圧を、回路を直接接続することなしに計測するためにも使用できるので、今でも高電圧直流分野で使用されている。
1951年のアメリカ海軍による磁気増幅器をテーマとした小本。
鉄道車両の電気車（電車、電気機関車）において、抵抗制御が主流だったころ、抵抗器による電圧制御段の後に直流整流子電動機の界磁を一部短絡して逆起電力を抑える電流制御を実施していたが、これに使用される遠隔スイッチである界磁接触器に変えて、無接点かつ連続制御が可能な界磁調整器として磁気増幅器が使用されることがあった。また同時に、発電ブレーキ中に磁気増幅器で界磁に電流を流し起電力を上げてモーターが出す電圧を一定まで上げ、回生ブレーキを実施することができた。後に半導体に置き換えた界磁チョッパ制御にとってかわられるが、鉄道車両用としては不都合な面もあり、さらに後年になって界磁添加励磁制御が登場するまで少数ながら採用例が散見された。

## 誤った名称
20世紀の終りごろに、Robert Carverは "magnetic amplifiers" と呼ばれる、いくつかの高品質で大出力のオーディオアンプを設計し生産した。実際は、独特の電源回路を持つが、きわめて通常のオーディオアンプの設計で、この記事の磁気増幅器とは意味が異なる。